# Zsolt Semjén
Dans le nom hongrois Semjén Zsolt, le nom de famille précède le prénom, mais cet article utilise l’ordre habituel en français Zsolt Semjén, où le prénom précède le nom.
Zsolt Semjén, né le 8 août 1962 à Budapest, est un homme politique hongrois, vice-Premier ministre et membre du Parti populaire démocrate-chrétien (KDNP).

## Biographie

### Origines, études et famille
Après le lycée, il a travaillé dans la première moitié des années 1980 dans des entreprises industrielles. Puis il étudia la théologie à l'Université catholique Péter Pázmány. En 1992, il est diplômé de sociologie à l'Université. Après cela, il a fréquenté l'Université Loránd Eötvös de Budapest en étant lié professionnellement avec des universités de Budapest. Dans la seconde moitié des années 90, il a fait convertir son diplôme laureatus de théologie en doctorat en études religieuses, et a été nommé professeur assistant honoraire (címzetes egyetemi docens) à l'université.

### Carrière politique

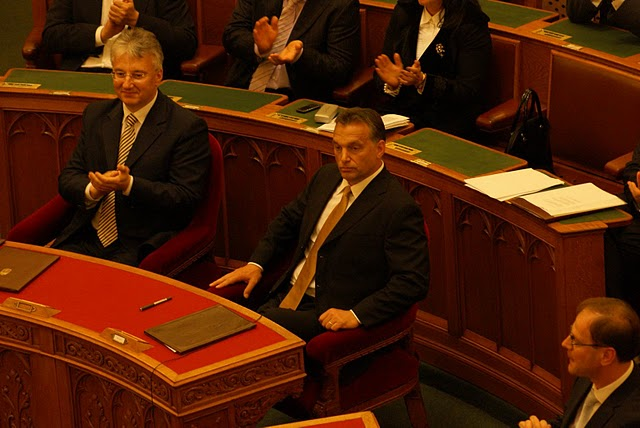
Zsolt Semjén (à gauche), Viktor Orbán et Tibor Navracsics le 29 mai 2010

En 1989, lors de la transition politique, il était parmi les fondateurs du Parti populaire chrétien-démocrate (KDNP), dont il a été membre du comité de direction. De 1990 à 1994 il fut conseiller de district à Budapest. En 1994, il a obtenu un siège parlementaire. En 1997, il est devenu vice-président du KDNP. Bientôt, il quitta le parti, et rejoint la fraction parlementaire du Forum démocrate hongrois (MDF). En 1998, Viktor Orbán lui attribua le poste de secrétaire d'État à l'église. En 2002, Zsolt Semjén fut élu au Parlement sur une liste Fidesz-MDF.
Bientôt, il rejoint à nouveau le KDNP, puis en 2003 devint président de ce parti. Il forma une coalition du KDNP et du Fidesz-MPSz (tout en conservant l'indépendance organisationnelle) et mit en œuvre une coopération étroite entre les deux groupes, en cours depuis 2005. En 2006 et 2010, il est réélu pour 4 ans. En 2010, la Fidesz-MPSz et le KDNP obtiennent une majorité des deux tiers aux élections législatives. Dans le gouvernement Orbán, il devient ministre sans portefeuille et vice-Premier ministre.
Lui et son épouse ont représenté le gouvernement hongrois à l'inhumation du cœur de l'ancien prince héritier hongrois Otto de Habsbourg-Lorraine à l'abbaye de Pannonhalma, en tant que seules personnes présentes qui n'étaient pas membres de la famille Habsbourg ou clercs.